# 秋刀魚
秋刀魚（学名：Cololabis saira）是鶴鱵目鶴鱵亞目秋刀魚科的其中一種。其學名取自日本紀伊半島當地對此魚種的名稱，名中「Saira」為日本紀伊半島方言。中文與日文的漢字都是「秋刀魚」，可能是源自於其體型修長如刀，同時生產季節在秋天的緣故。秋刀魚在部分東亞地區的食物料理是種很常見的魚種，捕撈量甚大。在2014年，臺灣的秋刀魚漁貨量位居全世界第一，2016年時捕獲量達14萬噸。

## 特徵
魚體延長而纖細，側扁。兩顎向前延伸短喙狀，下顎較上顎突出。背鰭與臀鰭位於身體之後方，均無硬棘，其後方均具小離鰭；背鰭具10至12枚軟條及6至7枚小離鰭，臀鰭具12至14枚軟條及7枚小離鰭；腹鰭位於體中央之略後方；尾鰭深開叉；脊椎骨約63個；體被細圓鱗；側線下位，近腹緣。體背部及側上方為暗灰青色，腹側面銀白色；體側中央具一銀藍色縱帶。體長可達35公分。

## 分佈
分佈於北太平洋區，包括日本海、阿拉斯加、白令海、加利福尼亞州、墨西哥等海域。北緯67度-18度，東經137度-西經108度，生活在淺水區（0至230公尺），喜歡的水溫是攝氏15至18 °C（59至64 °F）。

## 生態
為表層性魚類，無胃，腸短；以動物性浮游生物為食，尤喜蝦類。
在日本太平洋側於8月下旬至冬季會南下洄游，而在日本海側其南下洄游群不明顯，但在6月左右向北洄游之群甚明顯，以棒受網及流刺網可捕獲。體長25公分以上即成熟，在日本南部海域於秋季及冬季，在日本北部海域則於初夏，會在流藻及潮境聚集而產卵，產卵時也會進入內灣，其卵具纏絡絲，以隨波流物移動免至沉入海中。
秋刀魚有幾類天敵如人類、海洋哺乳類、烏賊和鮪魚等。本魚屬於經濟魚類。
漁民捕秋刀魚主要是利用其會被光線吸引的特性。常見的方法是用500瓦特藍色或白色的強光燈具固定在漁船的一側，另一側則為較弱的紅光。當魚群被強烈的白光吸引集中時，燈光被換到船的另一側，通常整群魚就會被網住。

## 食材

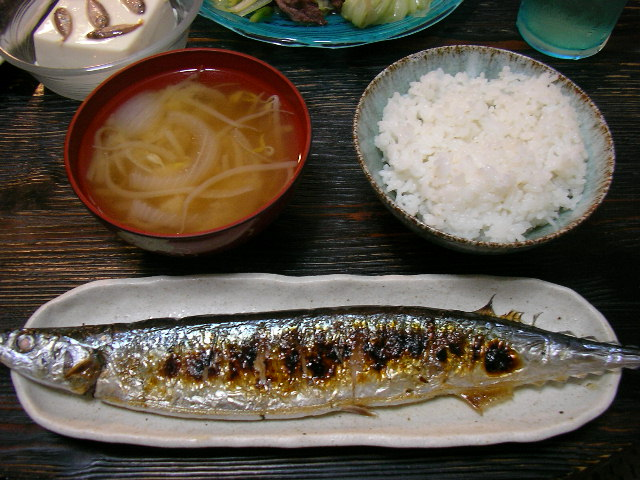
盐烤秋刀鱼、味噌汤与白饭

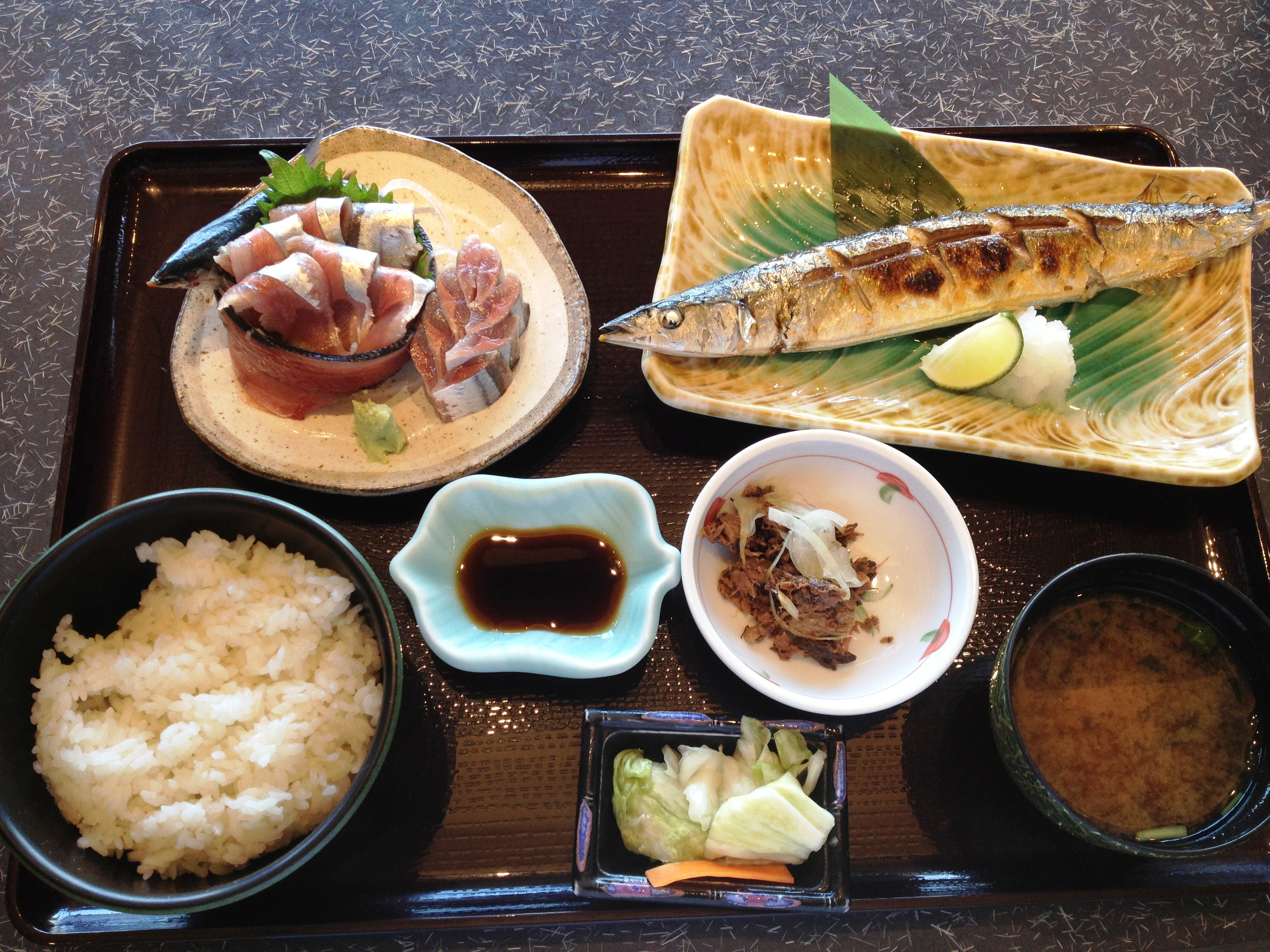
烤秋刀鱼、秋刀鱼刺身、味噌汤与白饭

秋刀魚是日本料理中最具代表性的秋季食材之一（與代表夏天的香魚相對），最常見的烹製方式是將整條魚鹽烤，搭配白飯、味噌湯、蘿蔔泥一同食用。
秋刀魚的魚腸有苦味，但是大多數食客並不把魚腸去除，而是用醬油或檸檬汁來給鹽烤秋刀魚調味。他們認為醬油的鹹鮮味或檸檬的酸味與魚本身的苦味相結合，才是秋刀魚的最佳風味。
此外，鹽烤秋刀魚也是日本料理中的一道菜餚。蒲燒秋刀魚是另一種比較常見的烹製方式。
秋刀魚生魚片近年來開始逐漸流行起來。秋刀魚壽司則並不是全日本十分普及的菜式，只是紀伊半島、志摩半島等一些沿海地區的區域性食物。製作壽司用的秋刀魚肉要先用鹽和醋（有時用檸檬汁）進行醃製後方可使用。